# Scorza (alimento)

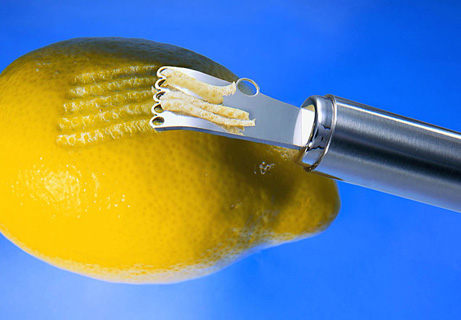
Scorza di un limone grattugiata

La scorza (o zesta) del frutto di alcuni agrumi, come il limone, l'arancia, il cedro o il lime, è il sottilissimo strato più esterno, colorato e aromatico, della buccia. Quest'ultima è composta anche dallo strato sottostante, più spesso e stopposo, bianco e amarognolo, denominato albedo o albedine. Come ingrediente alimentare, la scorza viene usata principalmente per insaporire gli alimenti.
Altro sinonimo, più scientifico, di scorza è 'flavedo' (o esocarpo). Il flavedo e l'interno bianco (albedo) di un agrume costituiscono appunto insieme la sua buccia. La quantità di flavedo e albedo varia di agrume in agrume. La scorza degli agrumi può essere utilizzata fresca, essiccata, candita o marinata sotto sale.
In uso culinario, la scorza viene ricavata utilizzando apposite grattugie, pelapatate, speciali coltelli o altri attrezzi culinari specifici. L'albedo ha un sapore amaro e sgradevole, pertanto durante la procedura non bisogna grattare la frutta troppo in profondità. Alcuni agrumi hanno un mesocarpo bianco così piccolo che la loro buccia può essere usata intera.